# Gonzaga (Minas Gerais)
Gonzaga is een gemeente in de Braziliaanse deelstaat Minas Gerais. De gemeente telt 5.786 inwoners (schatting 2009).